# Даниельссон, Инге
Карл Густав Инге Даниельссон (швед. Karl Gustaf Inge Danielsson; 14 июня 1941, Брумёлла — 30 июня 2021, Охус) — шведский футболист, нападающий. Играл за «Брумёлла», «Хельсингборг», «Аякс» и «Норрчёпинг». Провёл 17 игр за сборную Швеции, забил 8 голов.

## Клубная карьера
В 1967 году Даниельссон подписал контракт с «Хельсингборгом», который выступал в «Аллсвенскан».
В декабре 1967 года отправился на просмотр в «Аякс» — ранее он находился в расположении немецкого «Нюрнберга» и сыграл в товарищеском матче, но не имел на это разрешение от Футбольного союза Швеции. 13 декабря Даниельссон неофициально дебютировал за «Аякс» в товарищеском матче со сборной Израиля, но уже после матча выяснилось, что Футбольный союз Швеции запретил ему играть за нидерландский клуб и теперь может получить дисквалификацию. 15 декабря вместе с президентом «Аякса» Япом ван Прагом он отправился в Швецию на переговоры с «Хельсингборгом». В дело вмешались представители «Нюрнберга», заявившие шведской стороне, что Даниельссон сыграл за их клуб под вымышленным именем Пфайффер. Инге на это ответил, что тренер Макс Меркель убедил сыграть, но ему не сообщали, что появится на поле не под своим именем. 20 декабря он всё-же подписал двухлетний контракт с «Аяксом». Сумма трансфера составила около 200 тысяч гульденов. В январе 1968 года штрафная комиссия Футбольного союза Швеции разрешила ему играть за амстердамский клуб с 14 марта. Игрок избежал большей дисквалификации благодаря тренеру Меркелю, взявшему на себя ответственность за участие шведа в игре за «Нюрнберг». Он стал важной частью команды, которая выиграла третий чемпионский титул подряд. В конце сезона Даниельссон забил девять голов. В 1969 году он также играл в финале Кубка европейских чемпионов против «Милана», за который выступал напарник по сборной Курт Хамрин, но «Аякс» проиграл со счетом 4:1.
Даниельссон забил несколько важных голов как в чемпионате Нидерландов, так и в европейских кубках. Однако через несколько сезонов он вернулся в «Хельсингборг», на тот момент команда выступала во втором дивизионе Швеции. В 1973 году он перешел в клуб «Норрчёпинг», где провел еще один год в высшем шведском дивизионе, прежде чем закончил карьеру в своей первой команде «Брумёлла».

## Международная карьера
Даниельссон дебютировал за сборную Швеции во время своего выступления за команду «Брумёлла», которая в то время играла во втором дивизионе Швеции. Дебют состоялся против сборной Дании на стадионе Росунда 6 ноября 1966 года, где Даниельссон забил победный гол в матче (2:1).
Он особенно запомнился двумя голами, забитыми в отборочном матче чемпионата Европы против сборной Португалии в ноябре 1966 года.

## Личная жизнь
Отец — Брур Густав Гуннар Даниельссон, был мастером по фарфору, мать — Карин Элизабет Свенссон.
Был женат, супруга — Лена. В браке родилось двое детей — дочь Ульрика и сын Андре.
После завершения своей футбольной карьеры, он перешёл к управлению бизнесом, специализирующимся на производстве напольных покрытий, и продолжал эту деятельность до выхода на пенсию.
Умер 30 июня 2021 года в доме престарелых после продолжительной болезни.

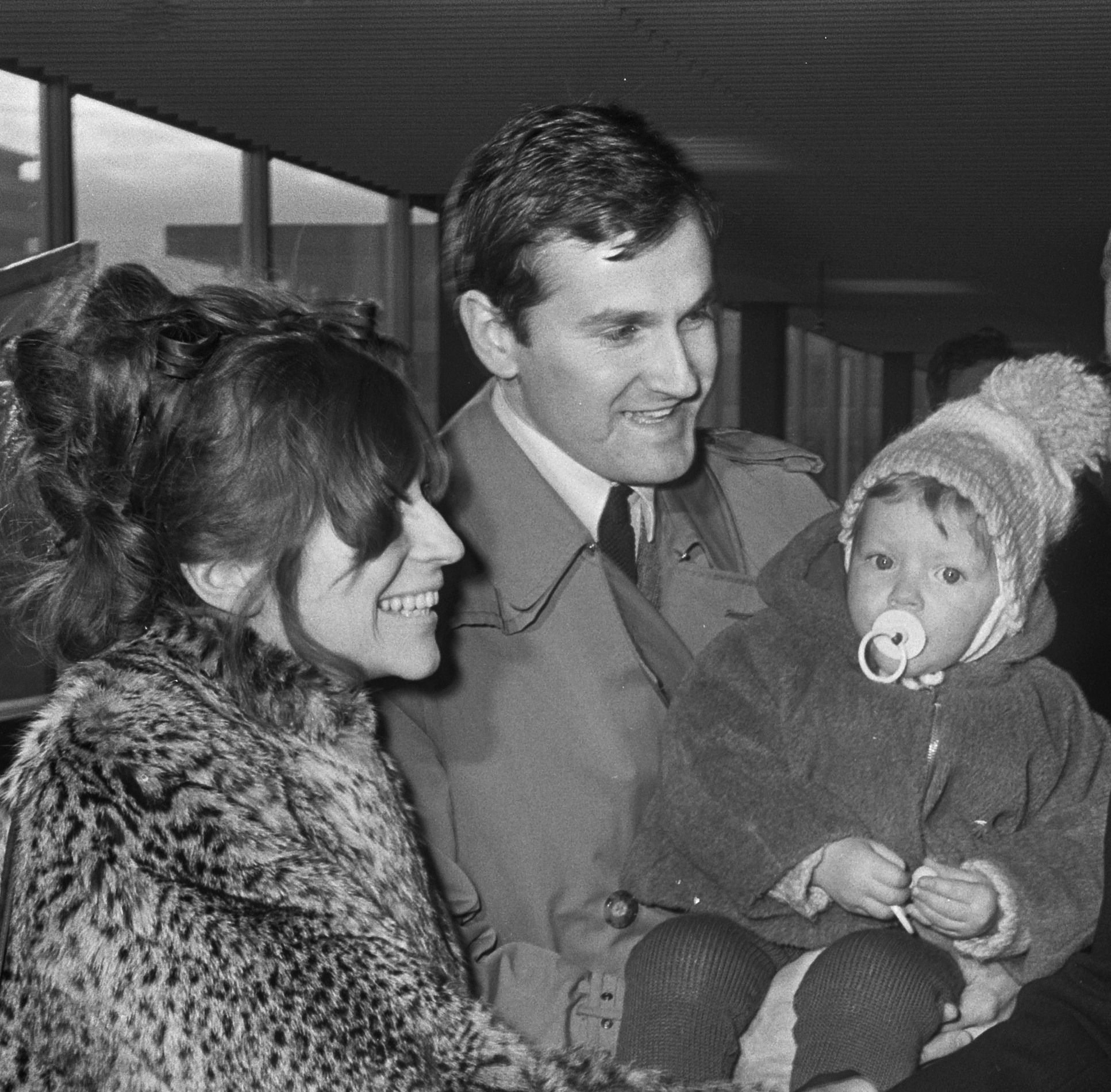
Даниельссон с семьей в 1968 году.

## Достижения

### «Аякс»
- Эредивизи
  - Чемпион (1): 1967/68[14]
  - Второе место: 1968/69[13]
- Кубок Нидерландов
  - Финалист (1) : 1968[13]
- Кубок европейских чемпионов
  - Финалист (1): 1968/69[15]